# Umberto Lenzi

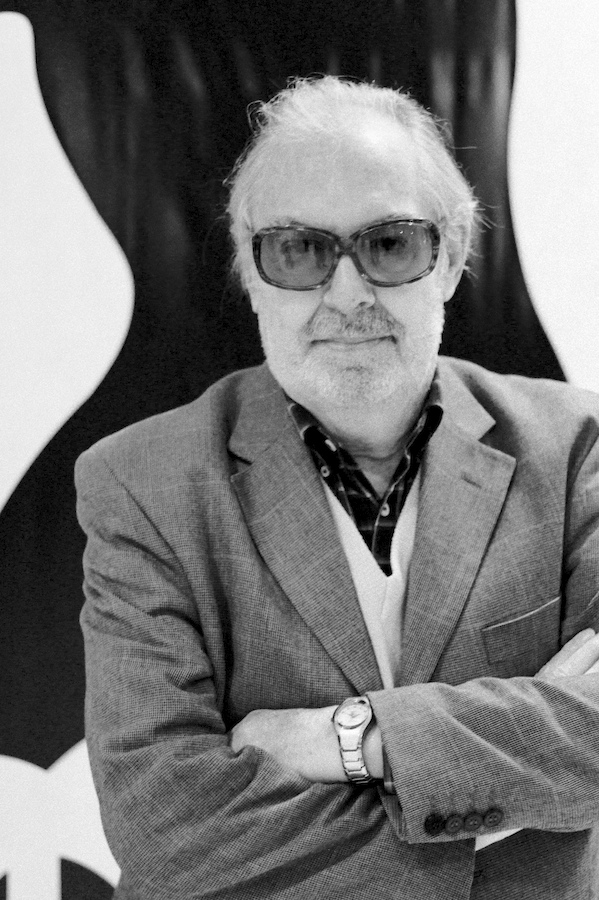
Umberto Lenzi (2008)

Umberto Lenzi (* 6. August 1931 in Massa Marittima, Provinz Grosseto; † 19. Oktober 2017 in Rom) war ein italienischer Filmregisseur und Drehbuchautor, der hauptsächlich mit Exploitationfilmen bekannt wurde. Besondere Verdienste erwarb er sich zudem durch seine dem Poliziotteschi-Genre zugeordneten Filme – harte italienische Polizeifilme der 1970er Jahre. Ferner war er als Buchautor tätig.

## Leben und Karriere
Nach seiner Schulzeit arbeitete Lenzi zunächst als Journalist für Lokalblätter, bevor er am Centro Sperimentale di Cinematografia die technischen Aspekte des Filmemachens erlernte, die er bald als Regieassistent und – nach erster Regie 1958 in Griechenland – 1961 mit seinem ersten italienischen Film anwenden konnte. Seither war Lenzi ein verlässlicher Arbeiter in allen gefragten Genres und drehte von Kriminalfilmen, Italowestern und Horrorfilmen bis hin zu Gialli alles, was in Mode und gefragt war. Seine Vielseitigkeit hebt ihn aus der großen Zahl italienischer Genre-Regisseure hervor. 1973 begründete Lenzi mit Il paese del sesso selvaggio das Genre des italienischen Kannibalenfilms. 1976 schuf er mit Napoli violenta einen der eindrucksvollsten italienischen Polizeifilme, der unter anderem durch eine rasant inszenierte Motorradfahrt durch Neapel auffällt. Später führte er bei dem umstrittenen Kannibalenfilm Die Rache der Kannibalen (1981) sowie der Filmadaption des Comics Kriminal (1966) Regie. Außerdem drehte er mit Das Rätsel des silbernen Halbmonds den letzten Film, der in Deutschland unter dem Etikett Edgar-Wallace-Film herauskam. Tatsächlich ähnelte dieser Film jedoch den bereits etablierten italienischen Gialli und beruhte nicht auf einem Stoff von Edgar Wallace.
Die Drehbücher zu seinen Filmen schrieb Lenzi oftmals zusammen mit seiner Frau Olga Pehar.
Lenzi gehörte zu den letzten bedeutenden Regisseuren aus der Blütezeit des italienischen Genrekinos. Anfangs am Rande der Filmkunst und als Vertreter des Kommerzkinos geschmäht, wurde seine Bedeutung später in weiten Kreisen von Filmexperten und Fans geschätzt. Im Jahr 2004 war Lenzi Gast der Filmbiennale in Venedig, in deren Rahmen Orgasmo (1969) gezeigt wurde.
Im neuen Jahrtausend widmete sich Lenzi neben einer Kolumne in der Filmzeitschrift „Notturno“ dem Schreiben von Kriminalromanen.
Lenzi verstarb am 19. Oktober 2017; er war im Bezirk Ostia hospitalisiert worden. Die Todesursache ist unbekannt.

## Filmografie (Auswahl)

### Regie
- 1958: Mia Italida stin Ellada
- 1961: Piratenkapitän Mary (Le avventure di Mary Read)
- 1962: Einer gegen Sieben (Duello nella Sila)
- 1962: Robin Hood – Der Löwe von Sherwood (Il trionfo di Robin Hood)
- 1962: Zorro gegen Maciste – Kampf der Unbesiegbaren (Zorro contro Maciste)
- 1963: Katherina von Rußland (Caterina di Russia)
- 1963: Robin Hood in der Stadt des Todes (L’invincibile cavaliere mascherato)
- 1963: Sandokan (Sandokan, la tigre di Mompracem)
- 1964: Im Tempel des weißen Elefanten (Sandok, il Maciste della giungla)
- 1964: Der Letzte der Gladiatoren (L’ultimo gladiatore)
- 1964: Die Meute der Verdammten (I pirati della Malesia)
- 1964: Die drei Sergeanten von Bengali (I tre sergenti del Bengala)
- 1965: Heiße Grüße vom C.I.A. (A 008, operazione sterminio)
- 1965: Höllenhunde des Secret Service (Superseven chiama Cairo)
- 1966: Die Höllenkatze des Kong-Fu (Le spie amano i fiori)
- 1966: King hetzt 7 Killer (Un milione di dollari per 7 assassini)
- 1967: Fünf gegen Casablanca (Attentato ai tre grandi)
- 1968: Copper Face (Tutto per tutto)
- 1968: Ein Colt für hundert Särge (Una pistola per cento bare)
- 1969: Die zum Teufel gehen (La legione dei dannati)
- 1969: Orgasmo
- 1970: Paranoia
- 1971: Deadly Trap (Un posto ideale per uccidere)
- 1972: Das Rätsel des silbernen Halbmonds (Sette orchidee macchiate di rosso)
- 1972: Mondo Cannibale (Il paese del sesso selvaggio)
- 1974: Spasmo
- 1974: Der Berserker (Milano odia: la polizia non può sparare)
- 1975: Die Viper (Roma a mano armata)
- 1975: Labyrinth des Schreckens (Gatti rossi in un labirinto di vetro)
- 1975: Flash Solo (Il giustiziere sfida la città)
- 1976: Camorra – Ein Bulle räumt auf (Napoli violenta)
- 1976: Das Schlitzohr und der Bulle (Il trucido e lo sbirro)
- 1977: Die Gewalt bin ich (Il cinico, l’infame, il violento)
- 1978: Die Kröte (La banda del gobbo)
- 1978: Die große Offensive (Il grande attacco)
- 1978: Nur drei kamen durch (Contro 4 bandiere)
- 1979: Von Corleone nach Brooklyn (Da Corleone a Brooklyn)
- 1979: Entschuldigen Sie, sind sie normal? (Scusi, lei è normale?)
- 1980: Lebendig gefressen (Mangiati vivi)
- 1980: Großangriff der Zombies (Incubo sulla città contaminata)
- 1981: Die Rache der Kannibalen (Cannibal Ferox)
- 1982: Daughter of the Jungle (Incontro nell’ultimo paradiso)
- 1983: Er – Stärker als Feuer und Eisen (La guerra del ferro – Ironmaster)
- 1985: Hungrige Skorpione (Squadra selvaggia)
- 1987: Bridge to Hell (Un ponte per l’inferno)
- 1987: Kommando Schwarzer Panther (Tempi di guerra)
- 1988: Ghosthouse (La casa 3)
- 1989: Nightmare Beach (La spiaggia del terror)
- 1989: Return of the Hitcher (Paura nel buio)
- 1989: Ghosthouse 3 – Haus der Verlorenen Seelen (La casa delle anime erranti)
- 1989: Ghosthouse 4 – Haus der Hexen (La casa del sortilegio)
- 1989: Gates Of Hell (Le porte dell’inferno)
- 1990: Detective Malone – Der Super-Cop (Detective Malone)
- 1990: Cop Target (Cop Target)
- 1990: Black Zombies (Demoni 3)
- 1991: Die Jagd nach dem goldenen Skorpion (Caccia alla scorpione d’oro)

### Regieassistenz
- 1960: Die Hölle am gelben Fluß (Apocalisse sul fiume giallo) – Regie: Renzo Merusi
- 1961: Die Abenteuer der Totenkopfpiraten (Il terrore dei mari) – Regie: Domenico Paolella

### Drehbuch
- 1965: Heiße Grüße vom C.I.A. (A 008, operazione sterminio)
- 1968: Der Sohn des schwarzen Adlers (Il figlio di Aquila Nera) – Regie: Guido Malatesta

## Darsteller
- 1958: Amore e chiacchiere
- 2015: Eaten Alive! The Rise and Fall of the Italian Cannibal Film